# スロウ (GRAPEVINEの曲)
「スロウ」は、GRAPEVINEの4枚目のシングルである。1999年1月20日にポニーキャニオンより発売された。

## 解説
- 前作から4ヶ月振りのリリース。
- バンドがブレイクするキッカケとなった曲であり、作曲した亀井も発売当時のインタビューにおいて「自信作」と答えていた。この時、他のメンバーもこの曲を「揺るぐことなく聞けた作品（西原）」、「だから繰り返し聞きましょう（西川）」と評価していた。
- 2004年にリリースされたシングル集『Chronology〜a young person's guide to Grapevine〜』が発売された当時、ミュージックトマトJAPANのインタビューで「今作中から1曲選ぶとすれば?」という質問に対し、亀井はこの曲を挙げていた。

## 収録曲
1. スロウ(作詞:田中和将/作曲:亀井亨)
テレビ朝日「リングの魂」エンディングテーマ。PVは早朝の新宿で撮影された。
2010年11月19日に渋谷CLUB QUATTROで行われたライブ「QUATTRO MIRAGE VOL.1」では、アンコールに対バン相手だったストレイテナーのホリエアツシを迎え、田中とのダブルボーカルという形で演奏された[1]。
『Best of GRAPEVINE 1997-2012』ファン投票で、中間・最終順位とも4位にランクインした。
2. 望みの彼方(作詞:田中和将/作曲:西川弘剛)
アルバム『Lifetime』に収録されている。
カップリング曲ではあるがファンからの人気は高く、『Best of GRAPEVINE 1997-2012』のファン投票では中間・最終順位で2位にランクインした。